# Nationalstraße 2 (Taiwan)
Die Nationalstraße 2 (chinesisch 國道二號是, Pinyin Guódào èr hào shì, englisch National freeway 2) ist eine Autobahn in Taiwan. Die Autobahn verbindet den Flughafen von Taipeh mit der Nationalstraße 1 und der Nationalstraße 3 südwestlich von Taipeh. Die Straße ist 20 km lang.

## Verlauf
Die Nationalstraße 2 beginnt an den Terminals des Flughafens Taiwan Taoyuan und weist dort je vier Fahrstreifen pro Fahrbahn auf. Die Autobahn verläuft in südöstlicher Richtung entlang der Stadtbezirke Dayuan und Dajhu. Danach folgt ein großes Autobahnkreuz mit dem Nationalstraße 1, einer Langstrecken-Autobahn von Taipeh nach Kaohsiung im Süden des Landes. Ab diesem Kreuz ist die Autobahn nur noch mit insgesamt sechs Fahrstreifen ausgebaut; sie führt an der Kernstadt von Taoyuan vorbei. Unweit von der Stadt endet die Nationalstraße 2 an einem Autobahndreieck mit dem Nationalstraße 3, der wie die Nationalstraße 1 in den Süden Taiwan zieht.

## Geschichte
Im Jahr 1980 eröffnete der neue internationale Flughafen Taipeh. In diesem Zusammenhang wurde mit dem Bau der Nationalstraße 2 begonnen. Am 24. August 1997 wurde der Bau abgeschlossen. Seitdem hat der Flughafen eine direkte Verbindung zu den beiden Nord-Süd-Autobahnen in Taiwan, den Nationalstraßen 1 und 3. Die Strecke wurde mit einer Höchstgeschwindigkeit von 90 km/h freigegeben. Im April 2003 wurde die Höchstgeschwindigkeit auf 100 km/h erhöht. Am 23. Januar 2006 wurde das Autobahnkreuz Dajhu für den Verkehr freigegeben.
Mit der Zunahme des Verkehrs zum Flughafen und des Wachstums der Stadt Taoyuan nahmen auch die Staus erheblich zu. Deshalb wurde seit 2009 die Verbreiterung der Nationalstraße 2 auf vier Fahrstreifen pro Fahrbahn auf dem Teilstück zwischen Flughafen und dem Kreuz mit der Nationalstraße 1 sowie auf drei Fahrstreifen pro Fahrbahn auf dem Teilstück bis zum Dreieck mit dem Nationalstraße 3 hin vorgenommen. Dieses Projekt wurde im April 2012 abgeschlossen.
| von                       | nach                       | Länge | Datum            |
| ------------------------- | -------------------------- | ----- | ---------------- |
| Anschlussstelle Flughafen | Kreuz mit dem Autobahn 1   | 08 km | 1. November 1980 |
| Kreuz mit dem Autobahn 1  | Dreieck mit dem Autobahn 3 | 12 km | 24 August 1997   |

## Verkehrsaufkommen
Im Jahr 2009 wurden 60.000 Fahrzeuge täglich vom und zum Flughafen gezählt. Auf der Strecke von der Nationalstraße 1 nach Taoyuan wurde eine Anzahl von mehr als 110.000 Fahrzeugen täglich festgestellt. Nur 20.000 Fahrzeuge fuhren nach dieser Verkehrszählung täglich über den Freeway 3.

## Ausbauzustand
| von                       | nach                             | Länge | Fahrbahnen × Fahrstreifen |
| ------------------------- | -------------------------------- | ----- | ------------------------- |
| Anschlussstelle Flughafen | Kreuz mit dem Autobahn 1         | 08 km | 2 × 4                     |
| Kreuz mit dem Autobahn 1  | Dreieck mit dem Nationalstraße 3 | 12 km | 2 × 3                     |

## Großstädte an der Autobahn
- Dayuan
- Dajhu
- Taoyuan
- Danan